# Hartvíkovice
Hartvíkovice – gmina w Czechach, w powiecie Třebíč, w kraju Wysoczyna. 1 stycznia 2014 liczyła 551 mieszkańców.